# (5396) 1988 SH1
(5396) 1988 SH1 (1988 SH1, 1981 WD9, 1990 GC) — астероїд головного поясу, відкритий 20 вересня 1988 року.
Тіссеранів параметр щодо Юпітера — 3,505.